# Húsdrápa
Húsdrápa (italiano: Drápa della Casa) è un poema scaldico parzialmente conservato nell'Edda di Snorri attraverso citazioni frammentarie e attribuito allo scaldo Úlfr Uggason. Menzionato anche nella Laxdæla saga, il poema descrive alcune scene mitologiche intagliate nella sala di un certo Óláfr pái Höskuldsson ed è stato composto in occasione di un matrimonio. Per tale motivo lo Húsdrápa è spesso accostato al Ragnarsdrápa e allo Haustlöng, che descrivevano rappresentazioni di tipo mitologico. Si suppone che sia stato composto attorno al 985.
I dodici frammenti rimasti, conservati in due edizioni diverse, descrivono:
- La pesca di Thor
- I funeral di Baldr
- Un mito sconosciuto che Snorri collega alla competizione tra Loki e Heimdallr per la collana Brísingamen.

Tutti e tre i miti vengono spiegati da Snorri Sturluson nel Gylfaginning e nello Skáldskaparmál inframmezzando la narrazione con citazioni del poema.